# Seychely na Letních olympijských hrách 2008
Seychely se účastnily Letní olympiády 2008. Zastupovaly jí 8 sportovců ve 6 sportech. Seychely nezískaly žádnou medaili.